# St. Franziskus (Bernsfelden)

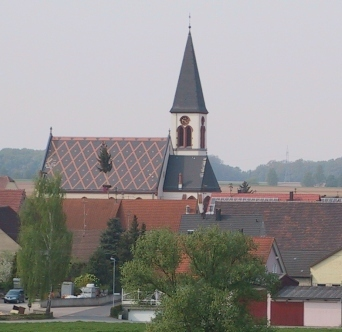
Blick auf St. Franziskus in Bernsfelden, 2006

Die römisch-katholische Pfarrkirche St. Franziskus in Bernsfelden, einem Ortsteil der Gemeinde Igersheim im Main-Tauber-Kreis, wurde im Jahre 1887 errichtet und ist dem heiligen Franz von Assisi geweiht. Es handelt sich um einen neugotischen Bau mit polygonalem Chor. Die Kirche St. Franziskus gehört zur Seelsorgeeinheit 2, die dem Dekanat Mergentheim der Diözese Rottenburg-Stuttgart zugeordnet ist. Die Franziskuskirche ist ein Kulturdenkmal der Gemeinde Igersheim.